# Antonio Deig Clotet
Antonio Deig Clotet, katalanische Schreibweise Antoni Deig i Clotet, (* 11. März 1926 in Navàs; † 12. August 2003 in Manresa) war Bischof von Solsona.

## Leben
Antonio Deig Clotet empfing am 16. April 1949 die Priesterweihe.
Paul VI. ernannte ihn am 20. September 1977 zum Bischof von Menorca. Der Erzbischof von Tarragona, José Pont y Gol, weihte ihn am 5. November desselben Jahres zum Bischof; Mitkonsekratoren waren Miguel Moncadas Noguera, Bischof von Solsona, und Ramón Malla Call, Bischof von Lleida.
Der Papst ernannte ihn am 7. März 1990 zum Bischof von Solsona. Am 28. Juli 2001 nahm Johannes Paul II. seinen altersbedingten Rücktritt an.